# トラカゾレート
トラカゾレート（Tracazolate、ICI-136,753）は科学研究に使用される抗不安薬である。ピラゾロピリジン誘導体で、ザレプロンなどのピラゾロピリミジン系薬物に非常に関連しており、ベンゾジアゼピン系薬物と同じ受容体を標的に作用するが、化学構造は異なり、構造的に多様な薬物群である非ベンゾジアゼピン系薬物の一つとして知られている。
トラカゾレートは主に抗不安薬と抗てんかん薬としての作用を持ち、鎮静作用と筋弛緩作用は高用量でのみ現れる。いくつかのGABAA受容体サブタイプのアロステリック調節因子を含む特徴的な受容体結合特性を持ち、α1、β3サブユニットを含むGABAA受容体に対して選択的であるが、受容体複合体を構成する3型サブユニットのタイプによって異なる作用を示す。

## 関連記事
- カルタゾレート
- ICI-190,622
- エタゾレート